# Yrjö A. Jäntti

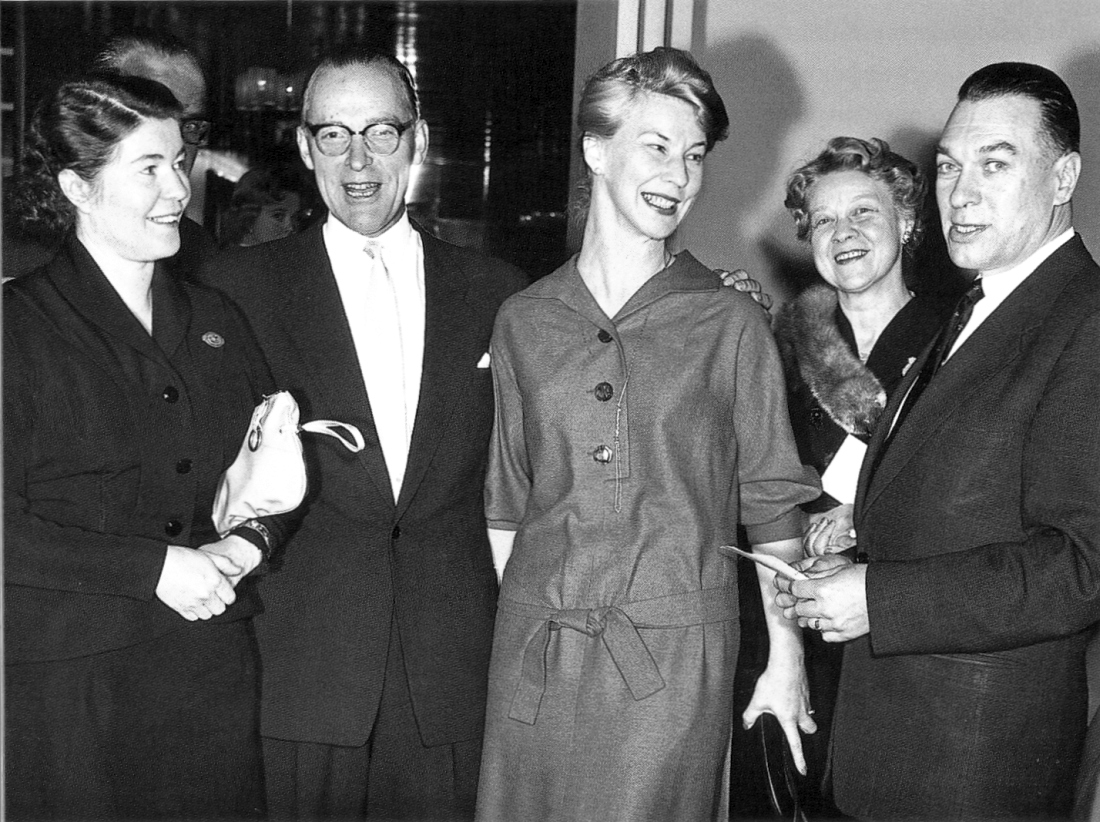
Förläggaren med sina författare: Aale Tynni, Yrjö A. Jäntti, Eeva Joenpelto, Seere Salminen och Nenno Suolahti.

Yrjö Aarne Jäntti, född 10 oktober 1905 i Borgå, död 29 oktober 1985 i Helsingfors, var en finländsk förlagschef. 
Yrjö Jäntti växte upp i Borgå som son till förlagsdirektören Jalmari Jäntti (1876–1960) och Hildur Kalenius. Han tog en magisterexamen 1927 i litteraturhistoria, konsthistoria och nationalekonomi. Han började arbeta på Werner Söderströms förlag 1926, där han slutligen blev efterträdare till sin far som koncernchef 1952–68.
Han var finländska PEN-klubbens ordförande 1948–67. 
Yrjö Jäntti blev hedersdoktor vid Åbo universitet 1960. År 1984 donerade han Yrjö A. Jänttis konstsamling till Borgå stad.
Han gifte sig med Elsa Fredrika Puuska 1931, och i sitt andra äktenskap med Maire Mikkola 1978. 